# De divina proportione
Divina proportione (terme italià del segle xv per Divina proporció), més tard també anomenat De divina proportione (convertint el títol italià en llatí) és un llibre sobre matemàtiques escrit per Luca Pacioli i il·lustrat per Leonardo da Vinci, compost cap al 1498 a Milà i primer imprès el 1509. El seu tema eren les proporcions matemàtiques (el títol fa referència a la proporció àuria) i les seves aplicacions a la geometria, a l'art visual a través de la perspectiva i a l'arquitectura. La claredat del material escrit i els excel·lents diagrames de Leonardo van ajudar el llibre a aconseguir un impacte més enllà dels cercles matemàtics, popularitzant conceptes i imatges geomètriques contemporànies.

## Contingut del llibre
El llibre consta de tres manuscrits separats, en els que Pacioli va treballar entre 1496 i 1498. Acredita Fibonacci com la principal font de les matemàtiques que presenta.

### Compendio divina proportione

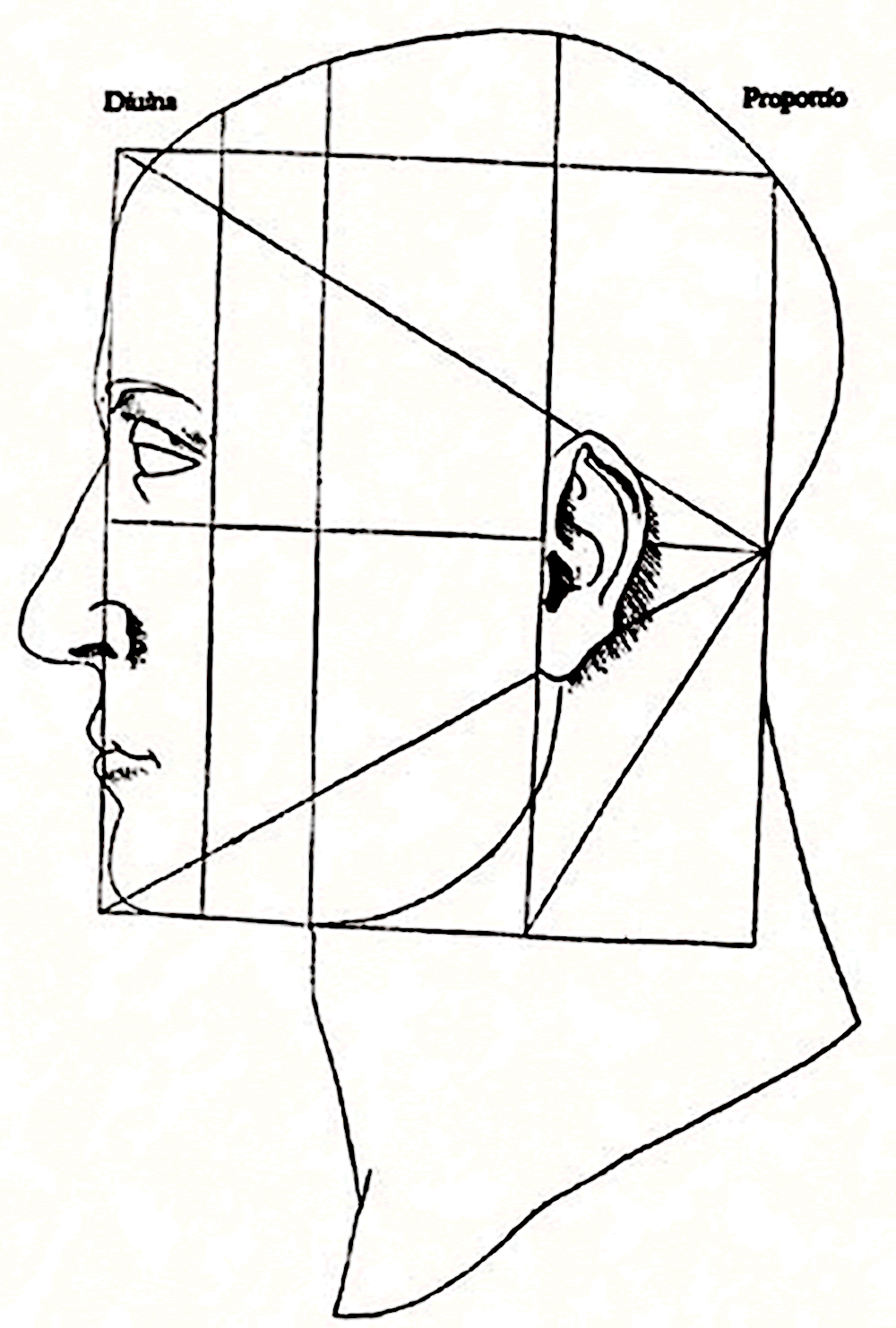
Exemple canònic per a representar el cap humà

La primera part, Compendio divina proportione (Compendi sobre la proporció divina), estudia la proporció àuria des d’una perspectiva matemàtica (seguint el treball rellevant d’ Euclides) i explora les seves aplicacions a diverses arts, en setanta-un capítols. Pacioli assenyala que els rectangles daurats poden ser inscrits per un icosaedre, i al cinquè capítol, dona cinc raons per les quals la proporció àuria s'hauria de denominar "proporció divina":
1. El seu valor representa la simplicitat divina.
2. La seva definició invoca tres llargàries, que simbolitzen la Santíssima Trinitat.
3. La seva irracionalitat representa la incomprensibilitat de Déu.
4. La seva auto-semblança recorda l’ omnipresència i la invariabilitat de Déu.
5. La seva relació amb el dodecaedre, que representa la quinta essència

També conté un discurs sobre els poliedres regulars i semiregulars, així com una discussió sobre l'ús de la perspectiva geomètrica per part de pintors com Piero della Francesca, Melozzo da Forlì i Marco Palmezzano.

### Trattato dell'architettura
La segona part, Trattato dell'Architettura (tractat d'arquitectura), discuteix les idees de Vitruvi (del seu Tractat d'Arquitectura) sobre l'aplicació de les matemàtiques a l'arquitectura en vint capítols. El text compara les proporcions del cos humà amb les d’estructures artificials, amb exemples de l’ arquitectura clàssica grecoromana.

### Libellus in tres partiales divisus
La tercera part, Libellus in tres partiales divisus (llibre dividit en tres parts), és una traducció a l'italià del llibre llatí De quinque corporibus regularibus de Piero della Francesca [ Sobre els cinc sòlids regulars ]. No acredita della Francesca per aquest material i, el 1550, Giorgio Vasari va escriure una biografia de della Francesca, en què acusava Pacioli de plagi i afirmava que havia robat l'obra della Francesca sobre la perspectiva, l'aritmètica i la geometria. Com que el llibre della Francesca s'havia perdut, aquestes acusacions van romandre infundades fins al segle xix, quan es va trobar una còpia del llibre della Francesca a la Biblioteca del Vaticà i una comparació va confirmar que Pacioli l'havia copiat.

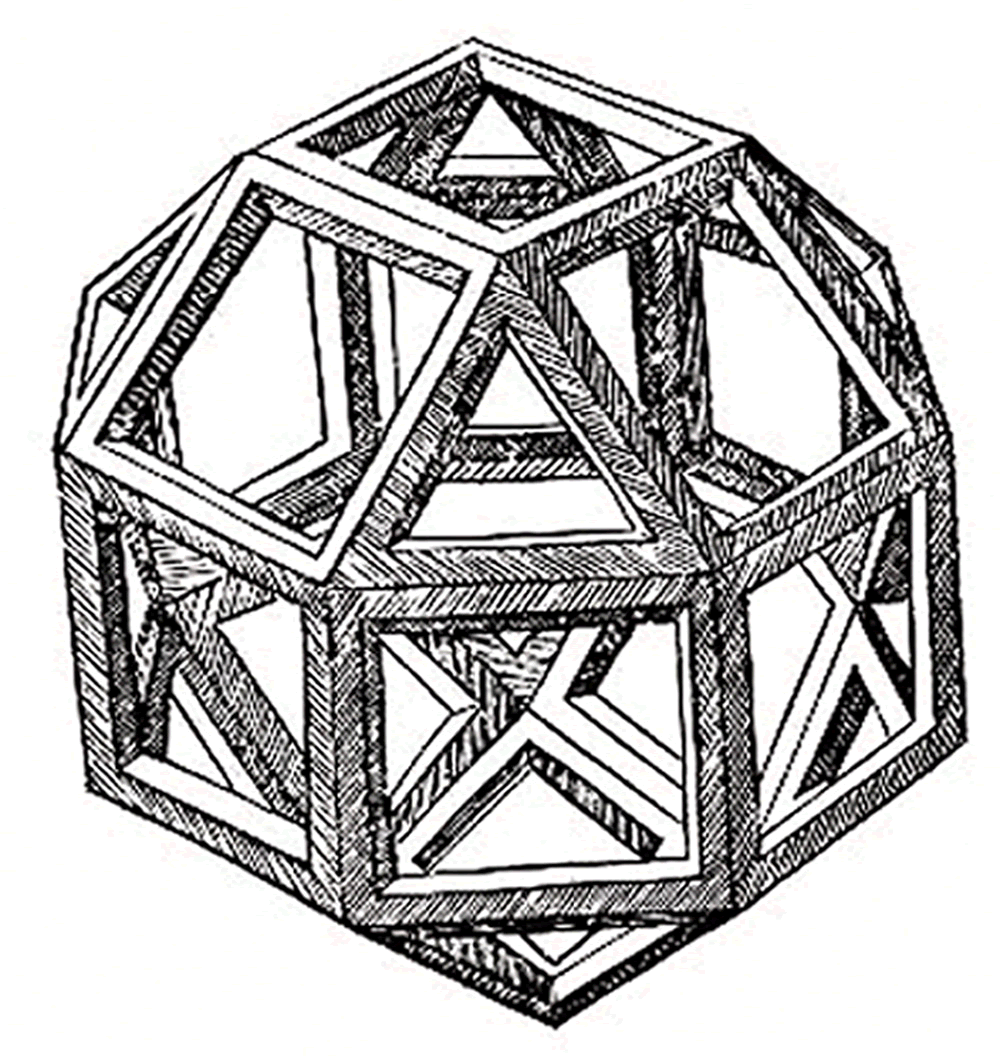
La primera il·lustració impresa d'un rhombicuboctahedron, per Leonardo

## Història
Pacioli va produir tres manuscrits del tractat de diferents escribes. Va donar el primer exemplar amb una dedicatòria al duc de Milà, Ludovico il Moro ; aquest manuscrit es conserva ara a Ginebra Suïssa a la Biblioteca de Genève. Una segona còpia va ser lliurada a Galeazzo da Sanseverino i ara es troba a la Biblioteca Ambrosiana de Milà. El tercer, que ha desaparegut, el va entregar a Pier Soderini, el Gonfaloniere de Florència. L'1 de juny de 1509 es va publicar a Venècia la primera edició impresa de Paganino Paganini ; des de llavors s'ha reimprès diverses vegades.
Va existir una altra col·laboració entre Pacioli i Leonardo: Pacioli va planejar un llibre de matemàtiques i refranys anomenat De Viribus Quantitatis (Els poders dels nombres) que Leonardo havia d’il·lustrar, però Pacioli va morir abans de publicar-lo.
Part del seu contingut es va plagiar d’un llibre anterior de Piero della Francesca, De quinque corporibus regularibus

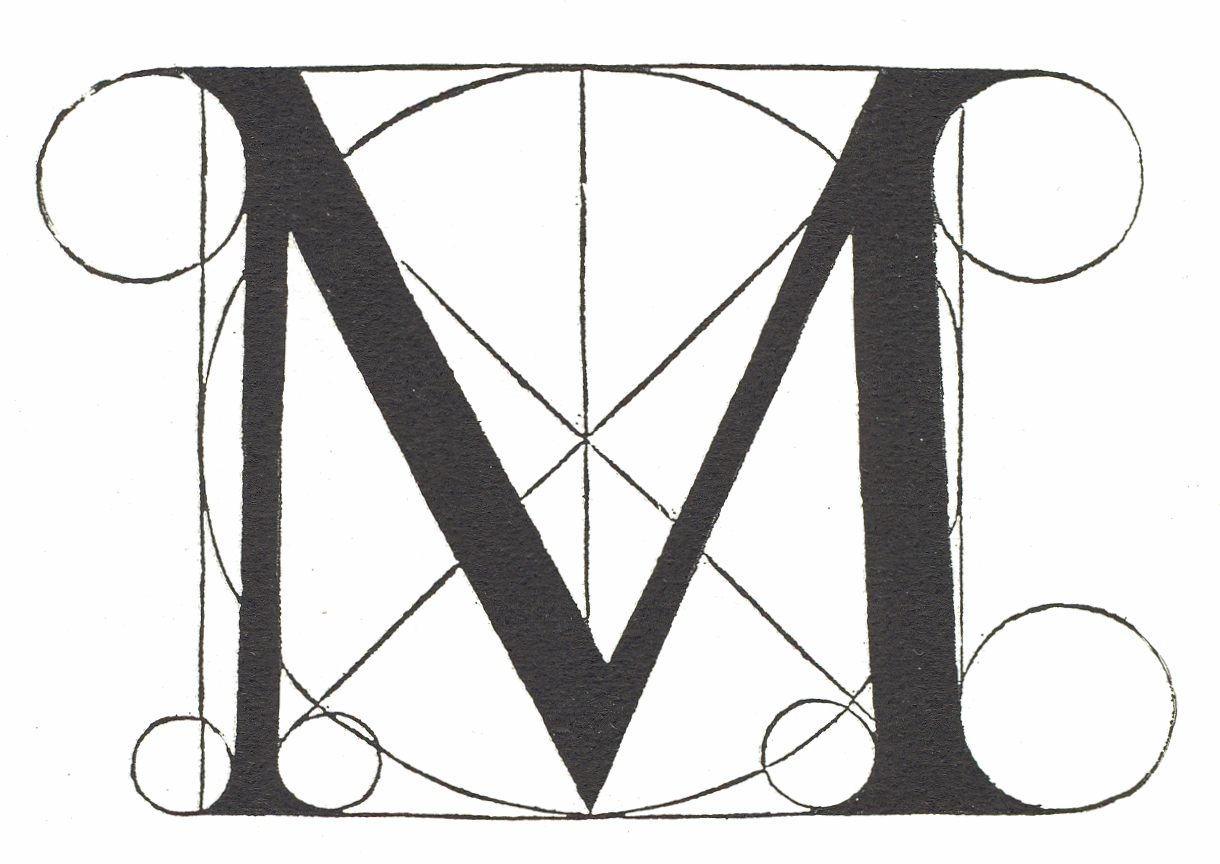
"M" del Tractat d'Arquitectura

## Il·lustracions
Després d’aquestes tres parts s'hi afegeixen dues seccions d’il·lustracions, la primera mostra vint-i-tres majúscules dibuixades amb una regla i brúixola per Pacioli i la segona amb una seixantena d’il·lustracions en xilografia després dels dibuixos de Leonardo da Vinci.
En Leonardo va dibuixar les il·lustracions dels sòlids regulars mentre vivia amb ell i va prendre classes de matemàtiques de Pacioli. Els dibuixos de Leonardo són probablement les primeres il·lustracions de sòlids esquelètics que permetien distingir fàcilment entre la part davantera i la posterior. El llibre es va mostrar com a part d’una exposició a Milà entre octubre de 2005 i octubre de 2006 juntament amb el Codex Atlanticus.
El logotip "M" utilitzat pel Metropolitan Museum of Art de Nova York va ser adaptat d'un dels tipus de lletra contingut dins l'obra De divina proportione

## Lletres

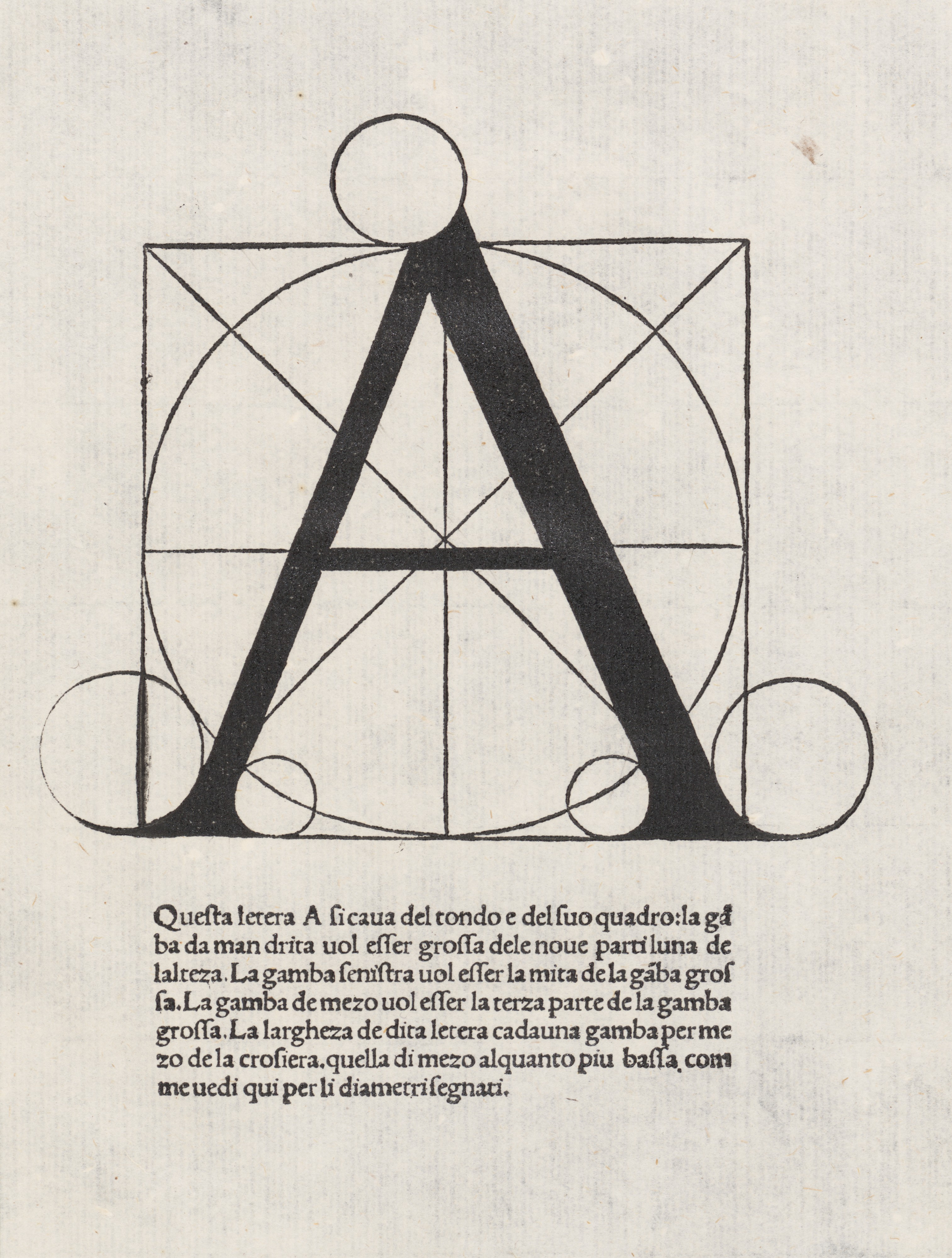
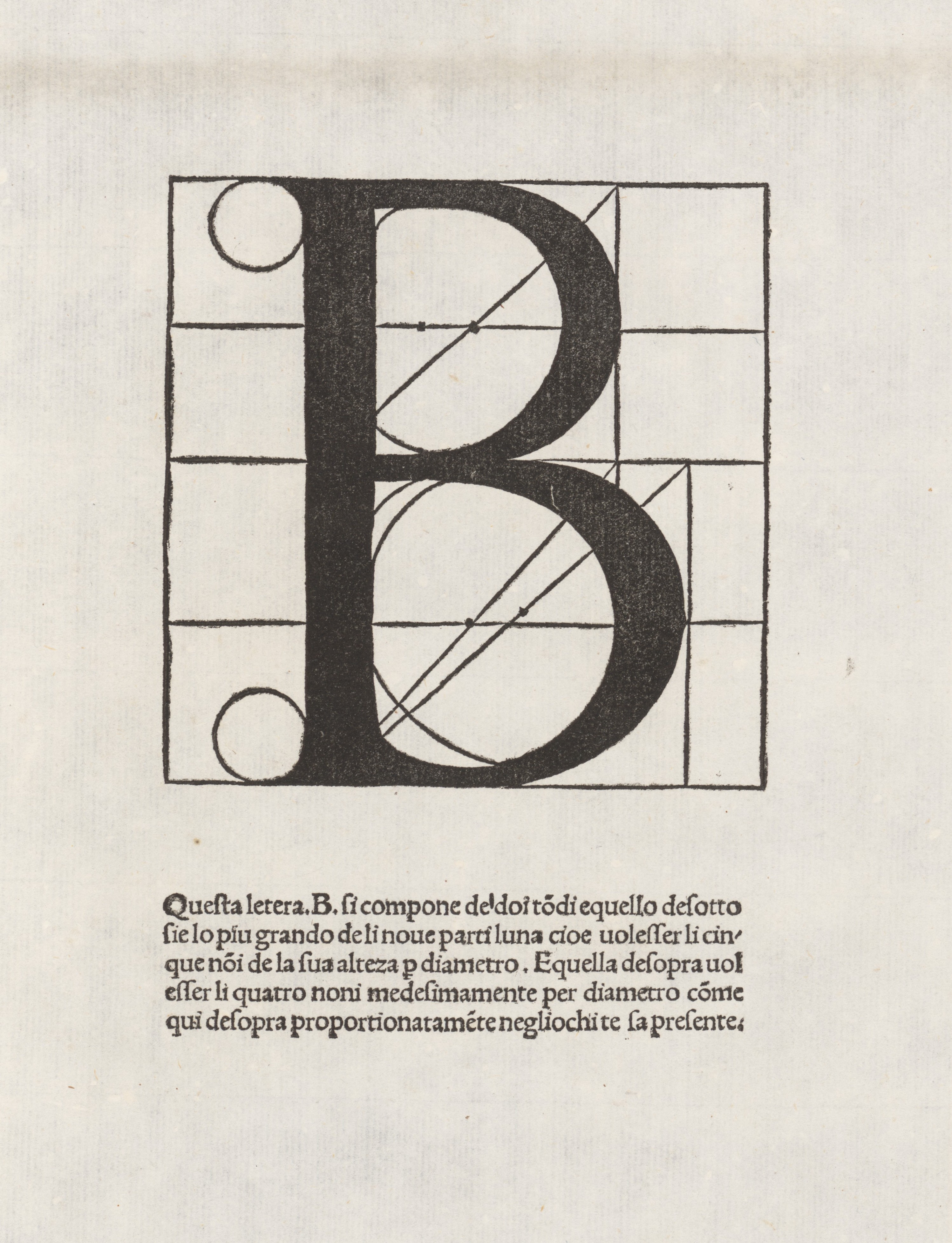
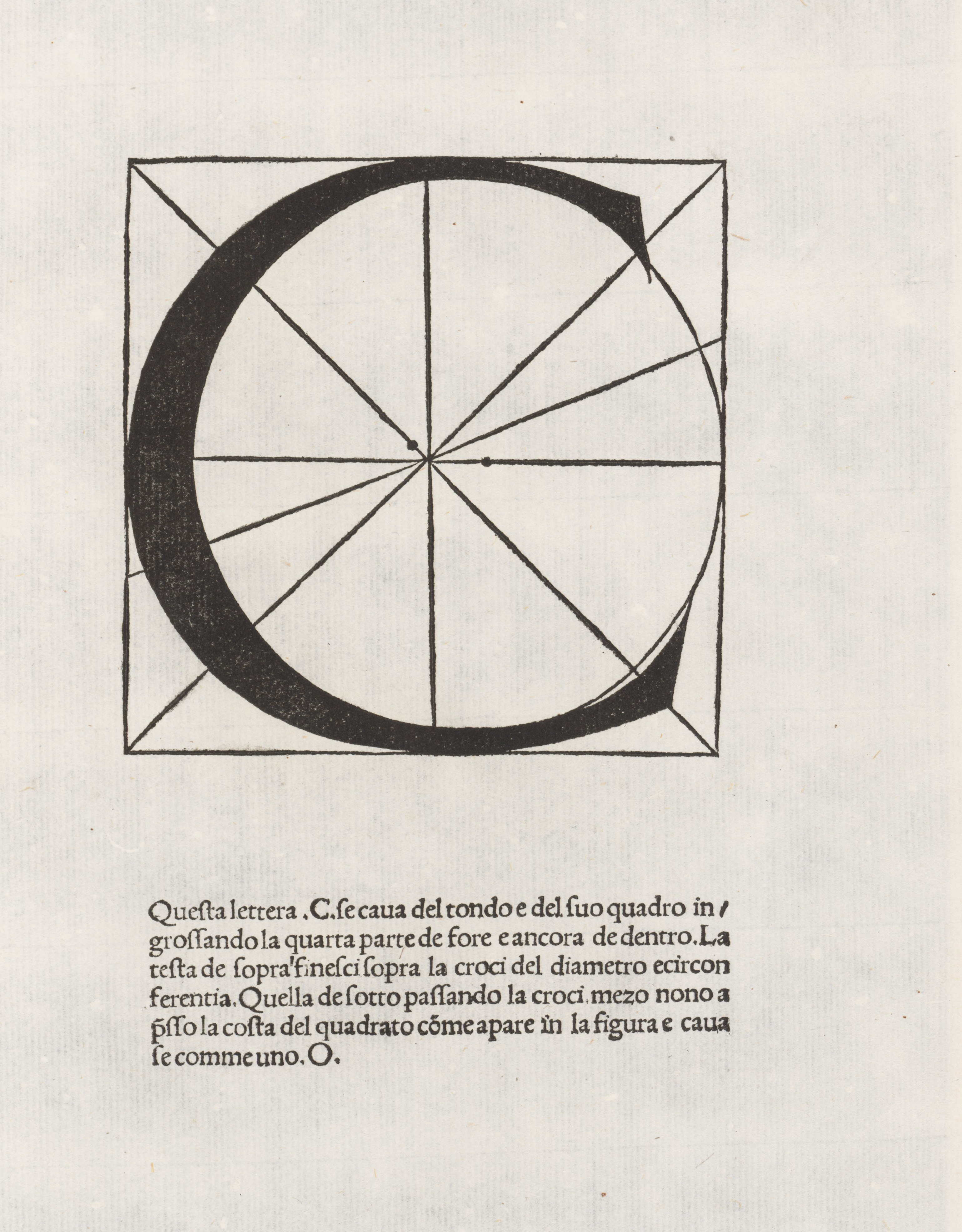
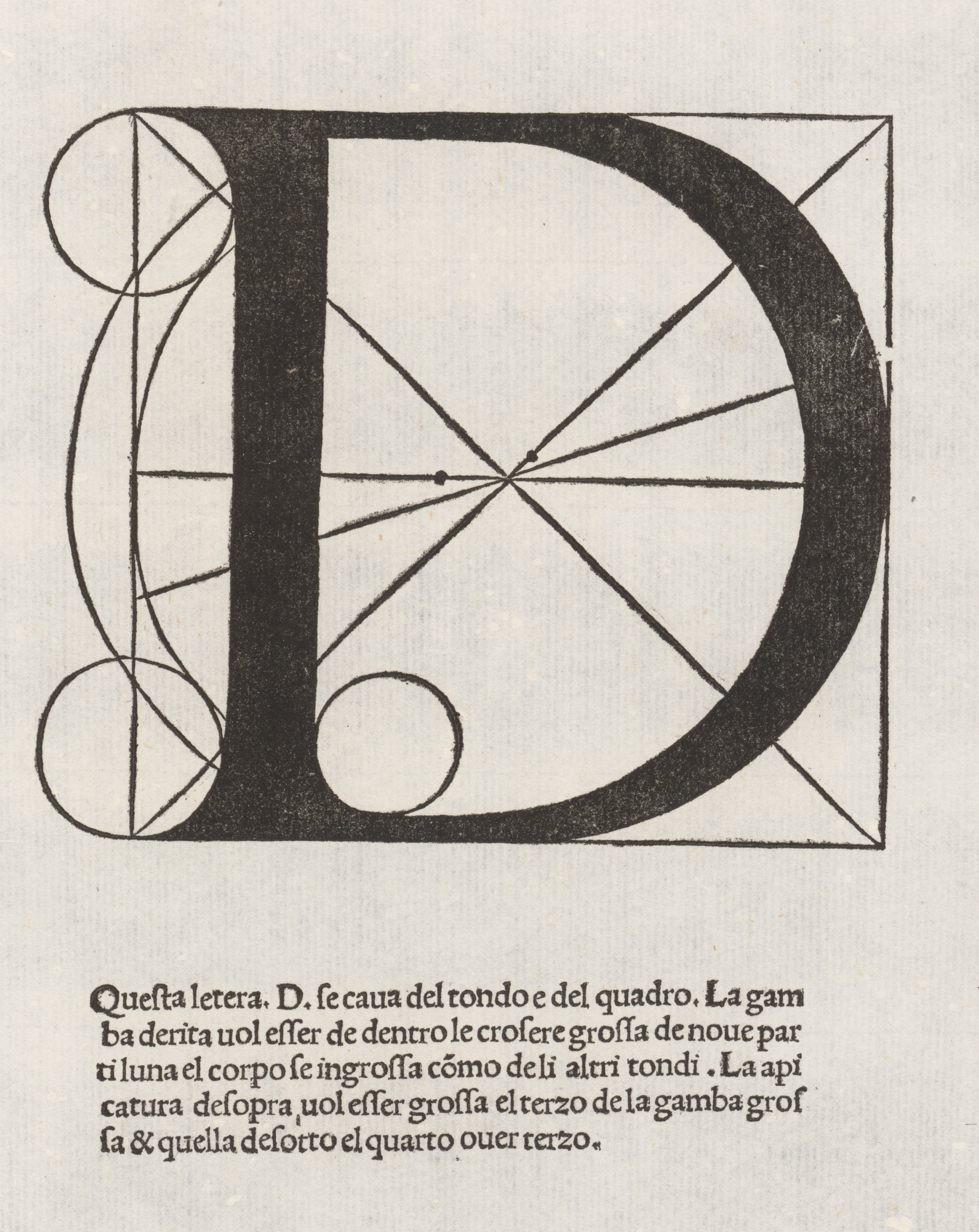
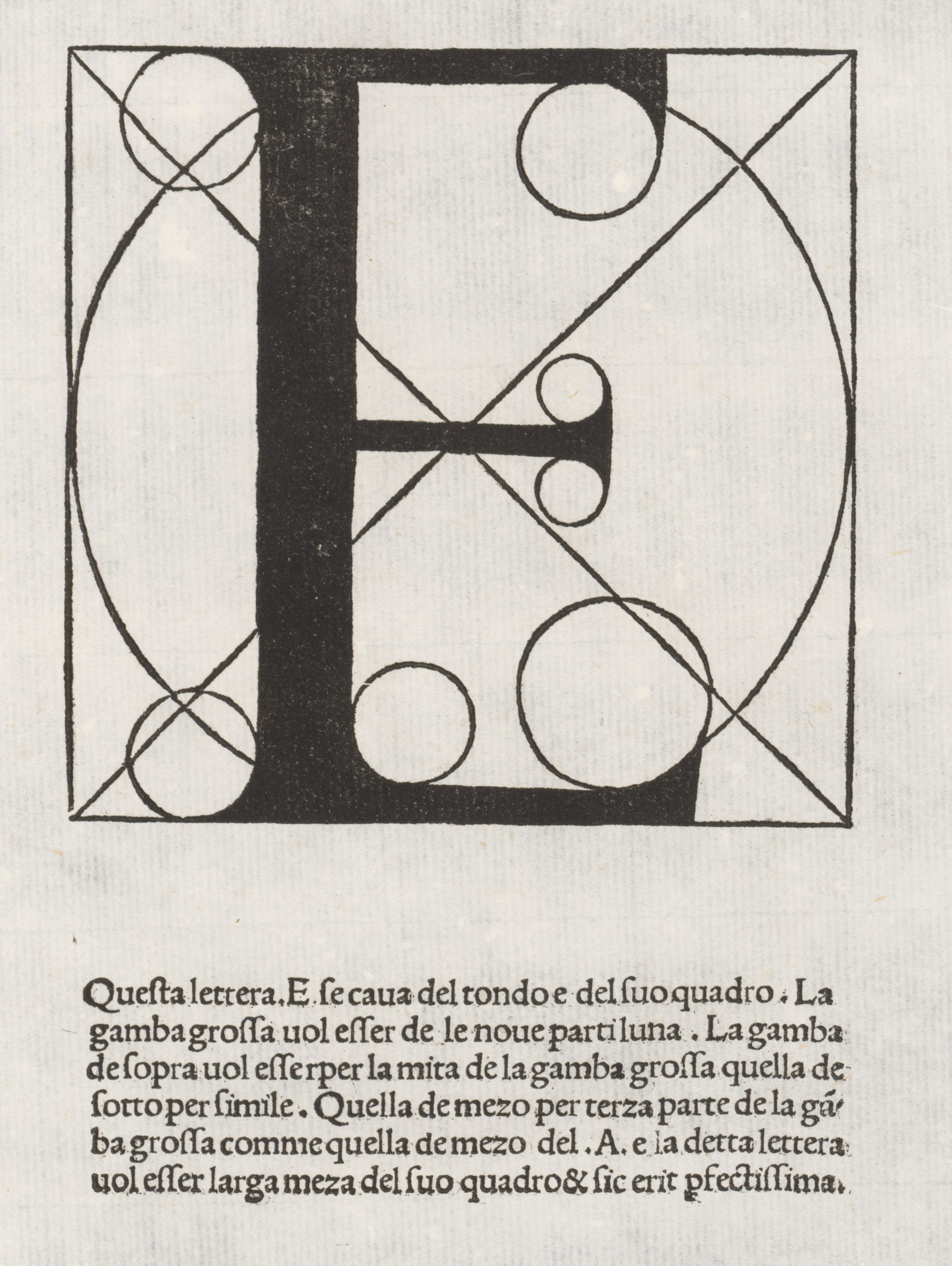
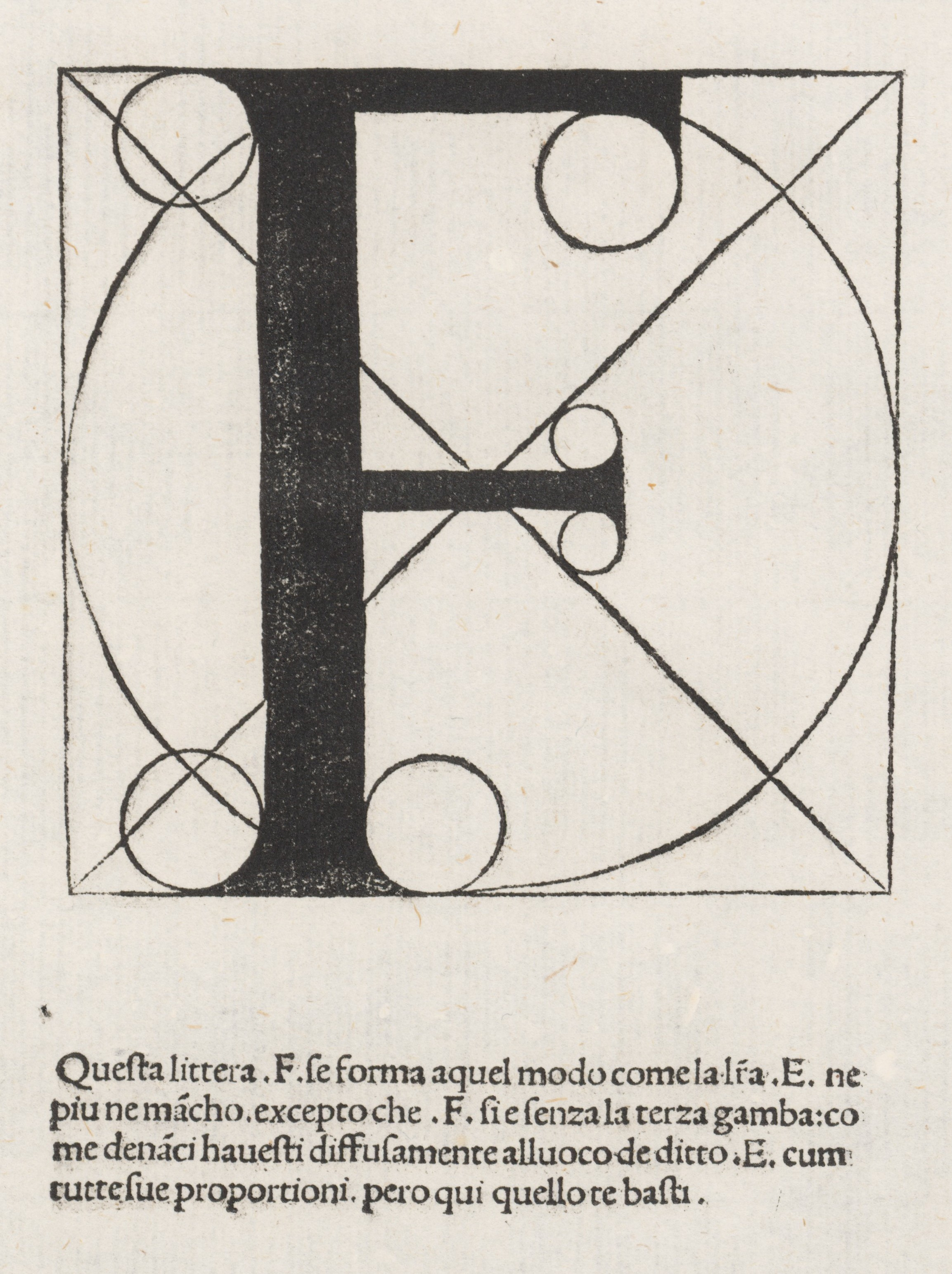
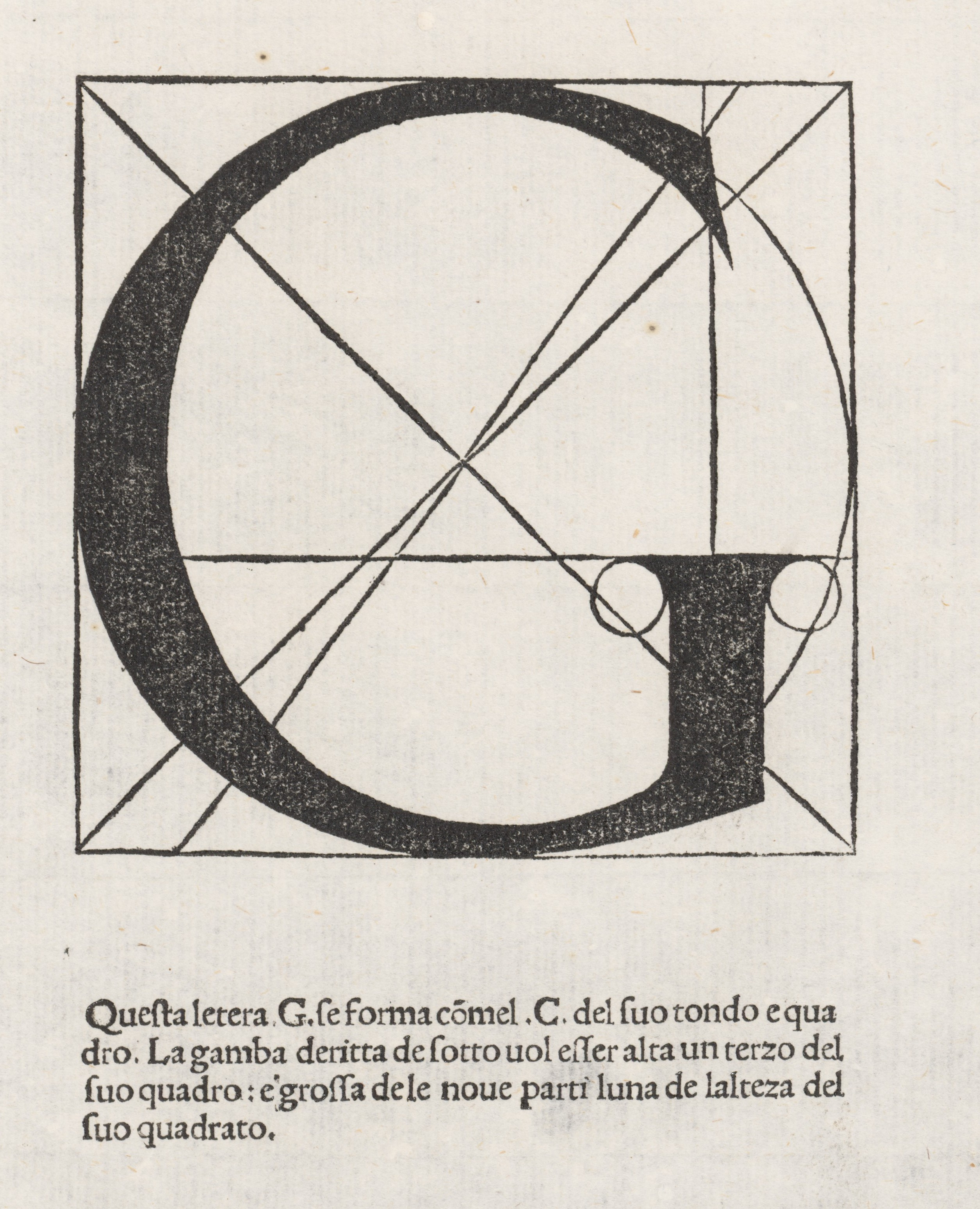
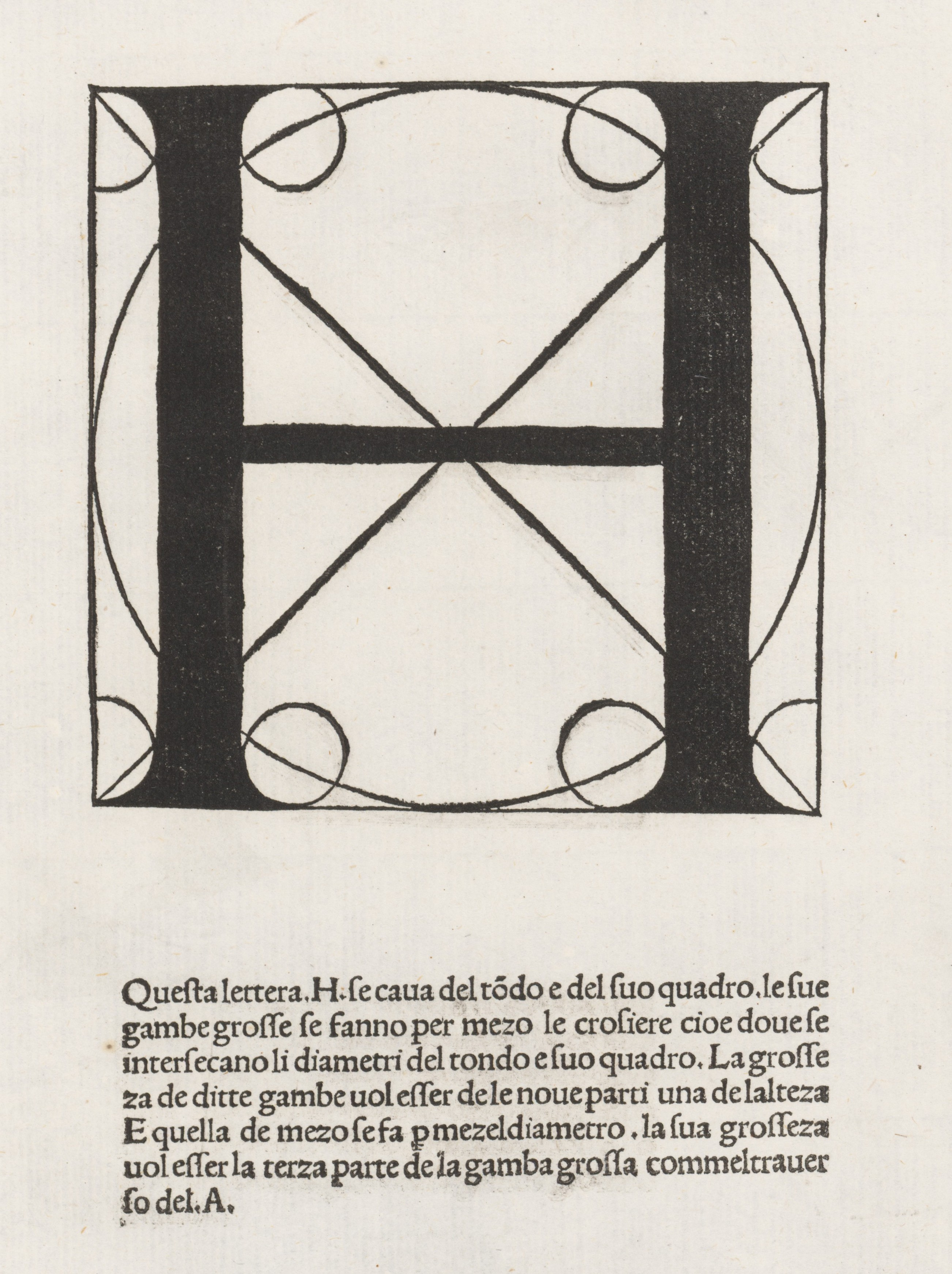
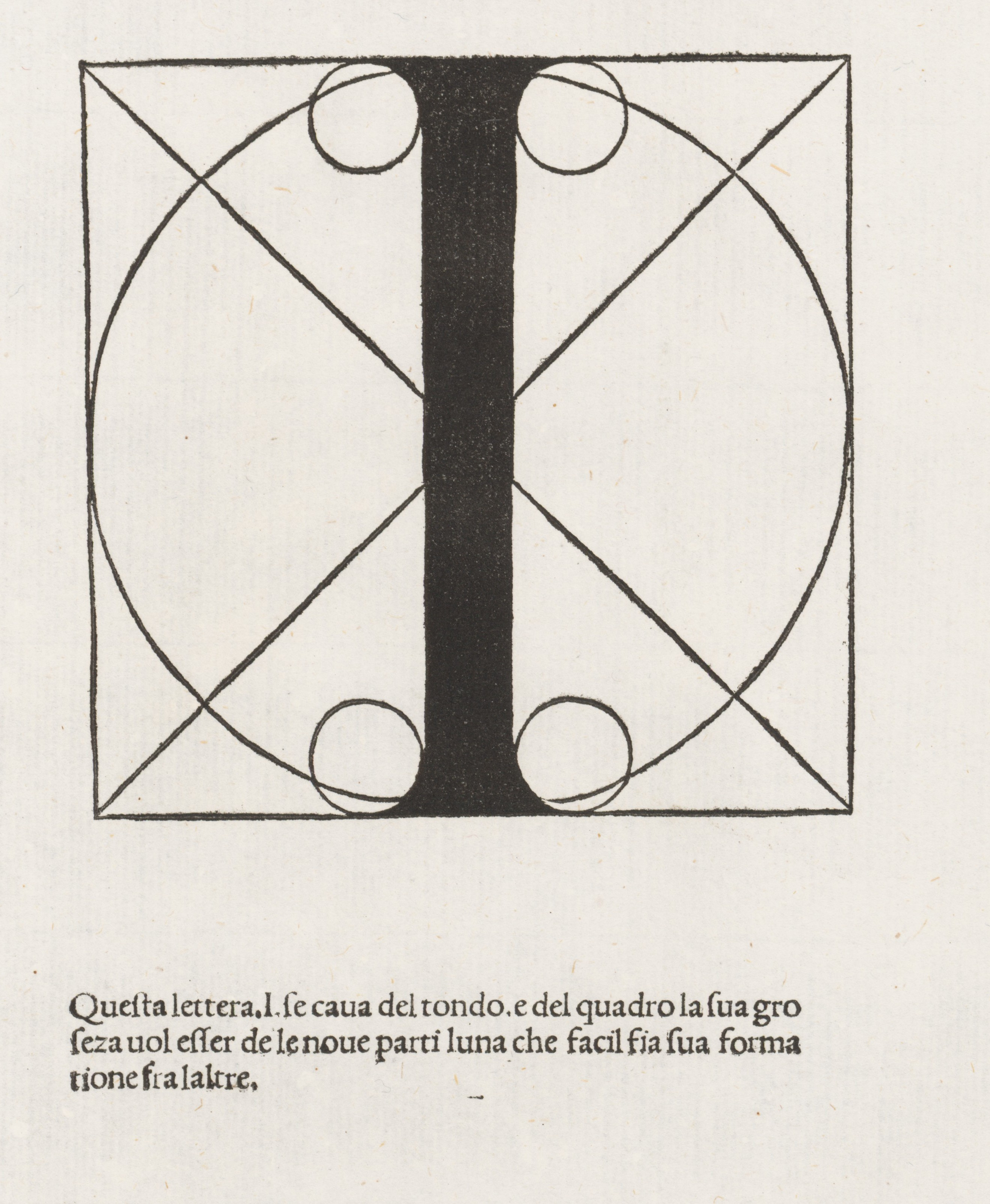
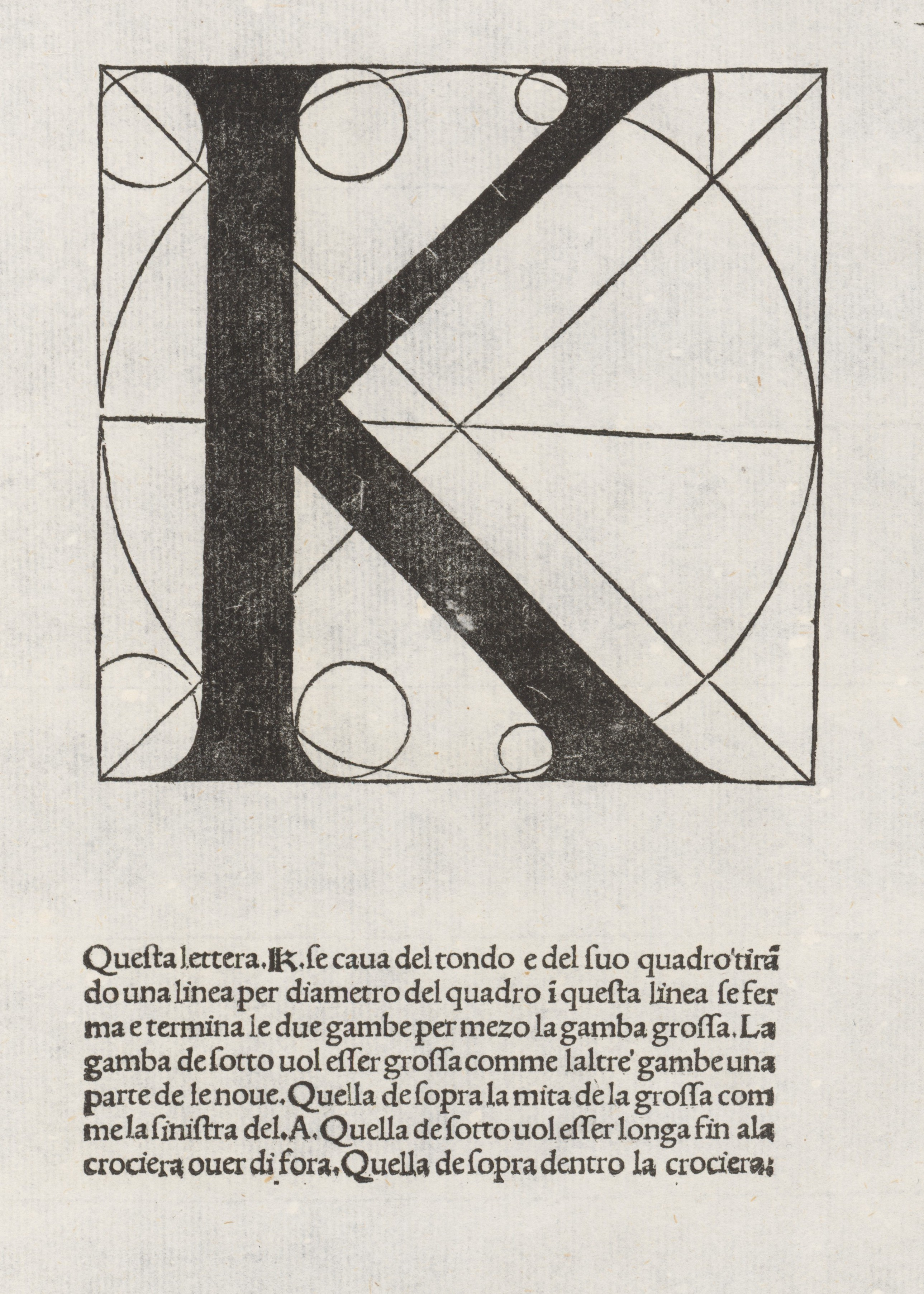
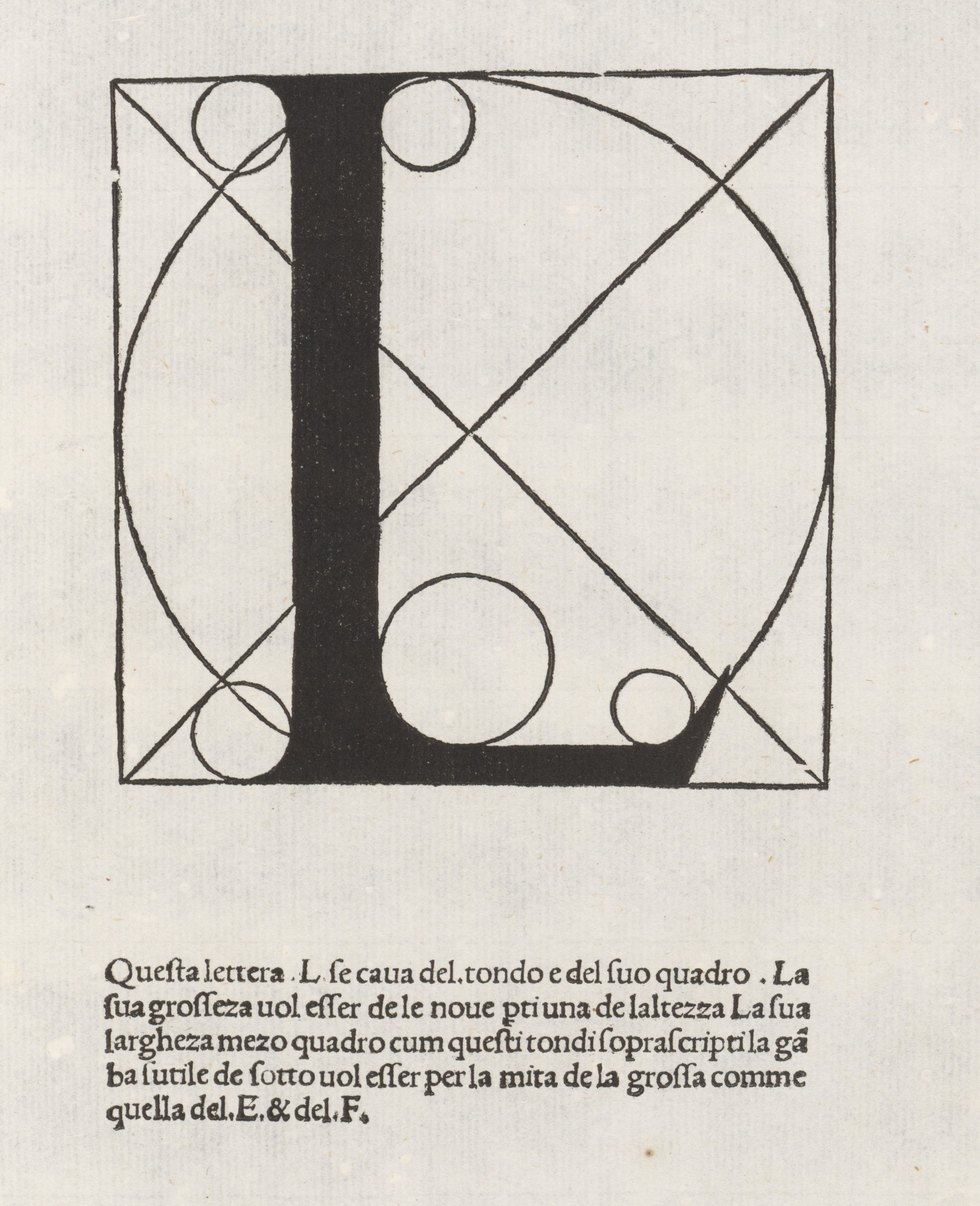
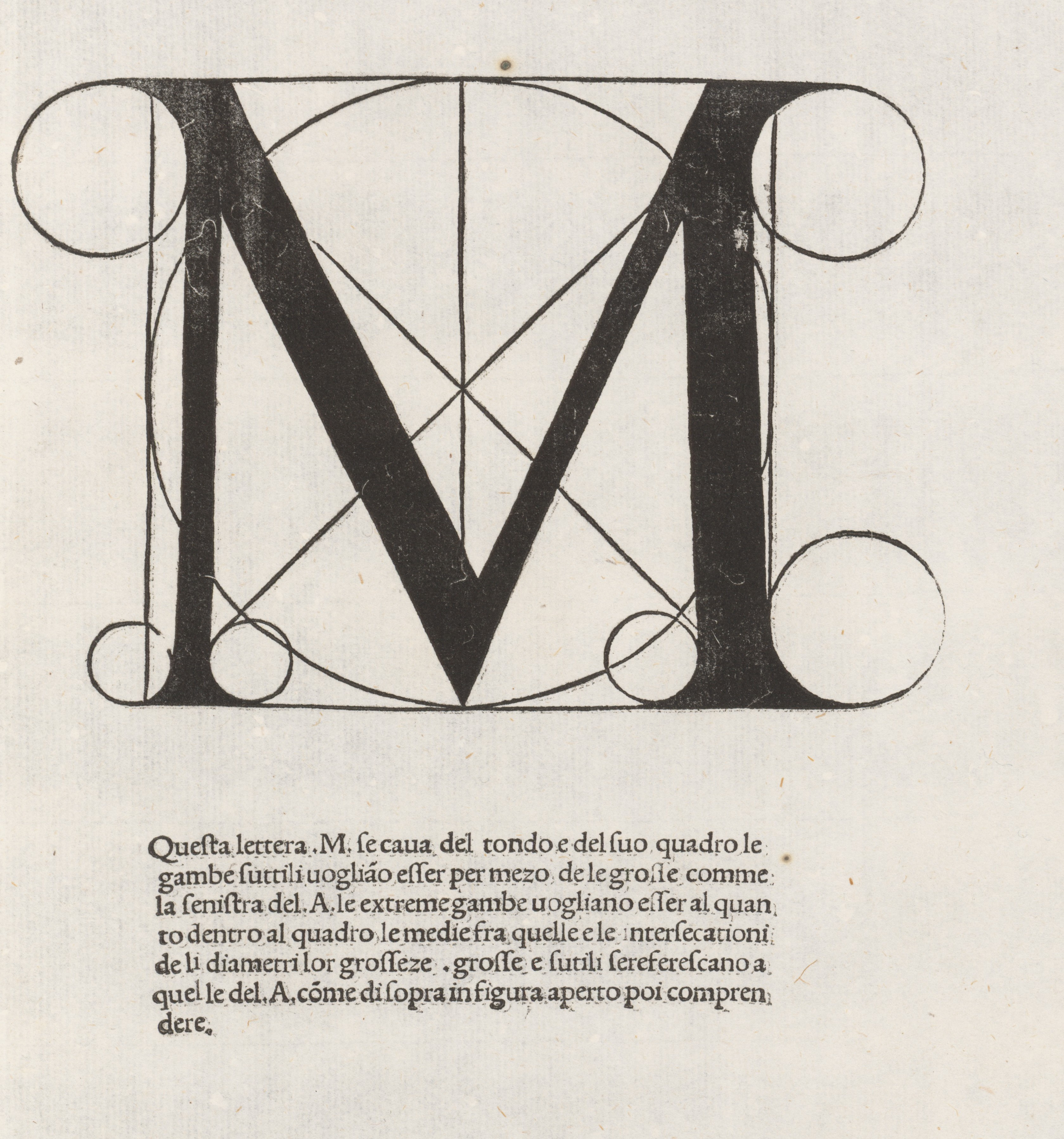
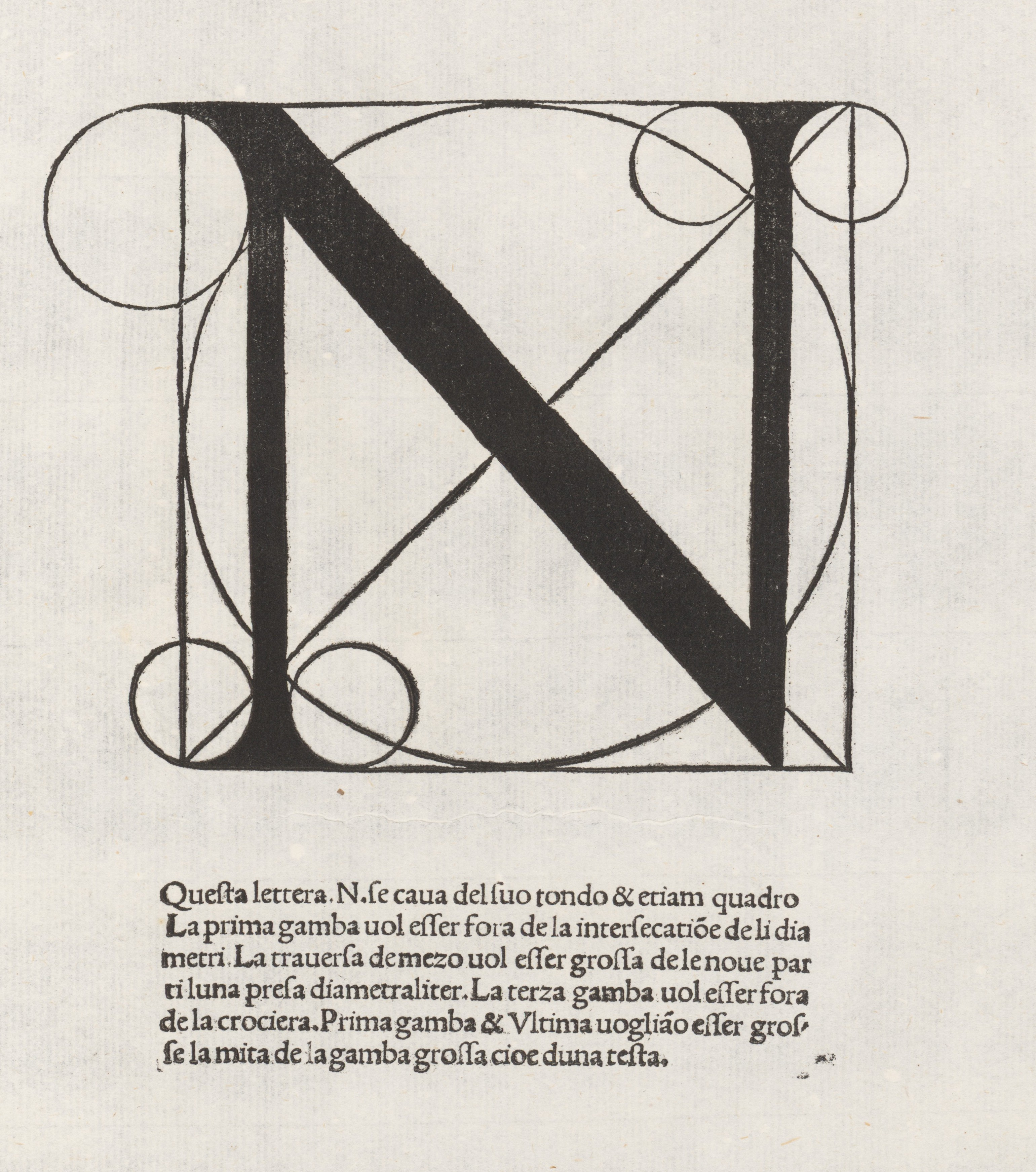
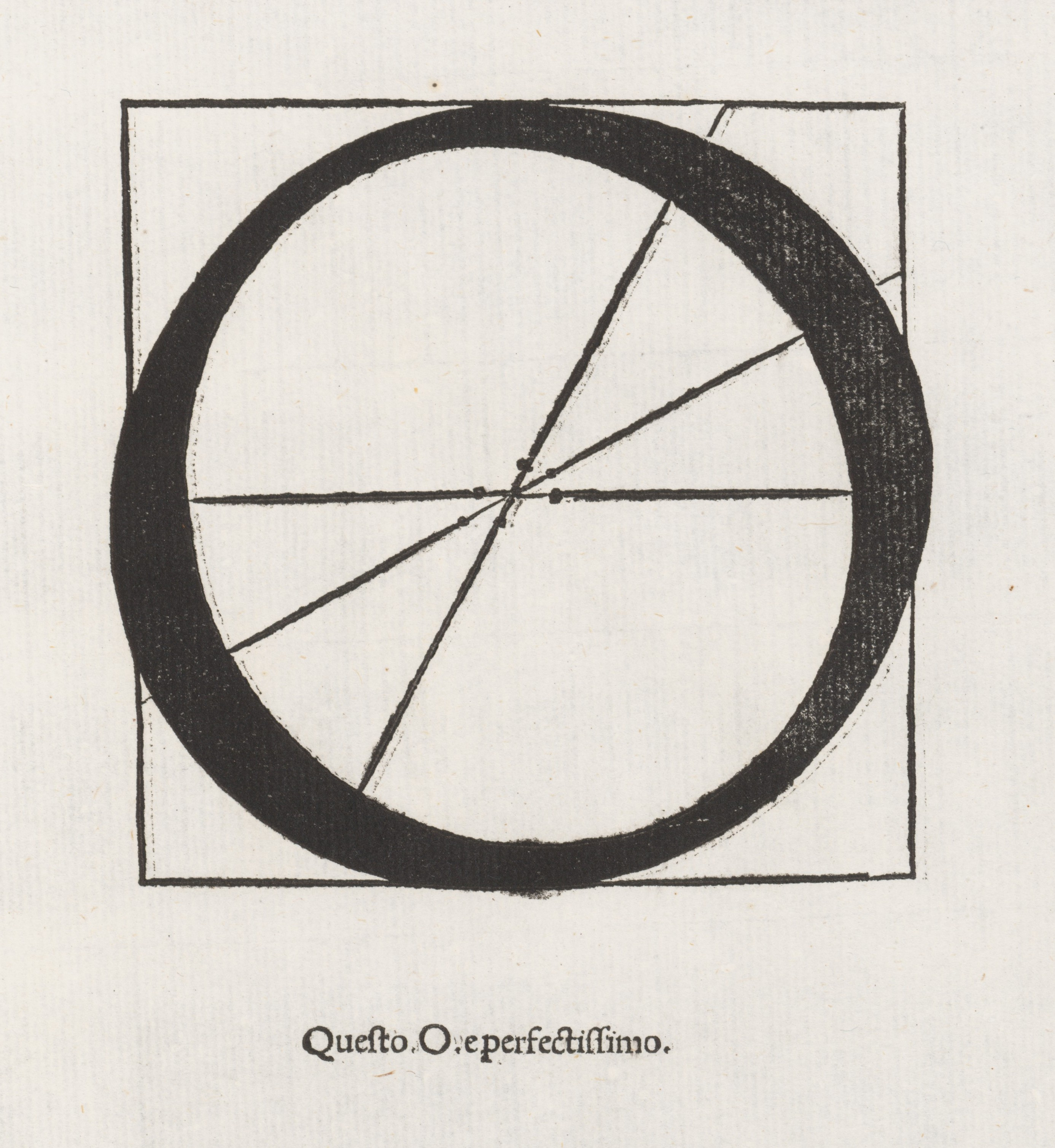
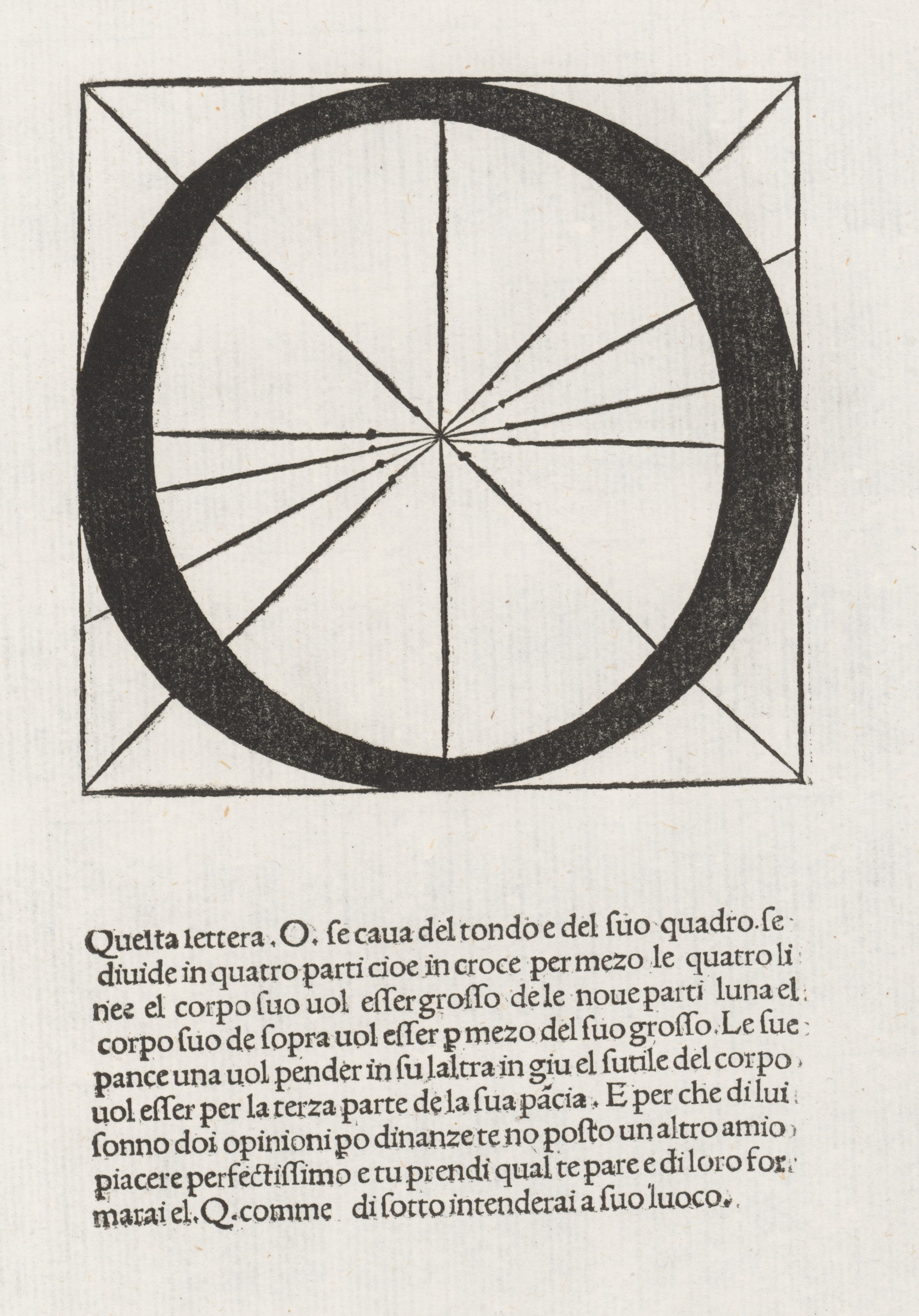
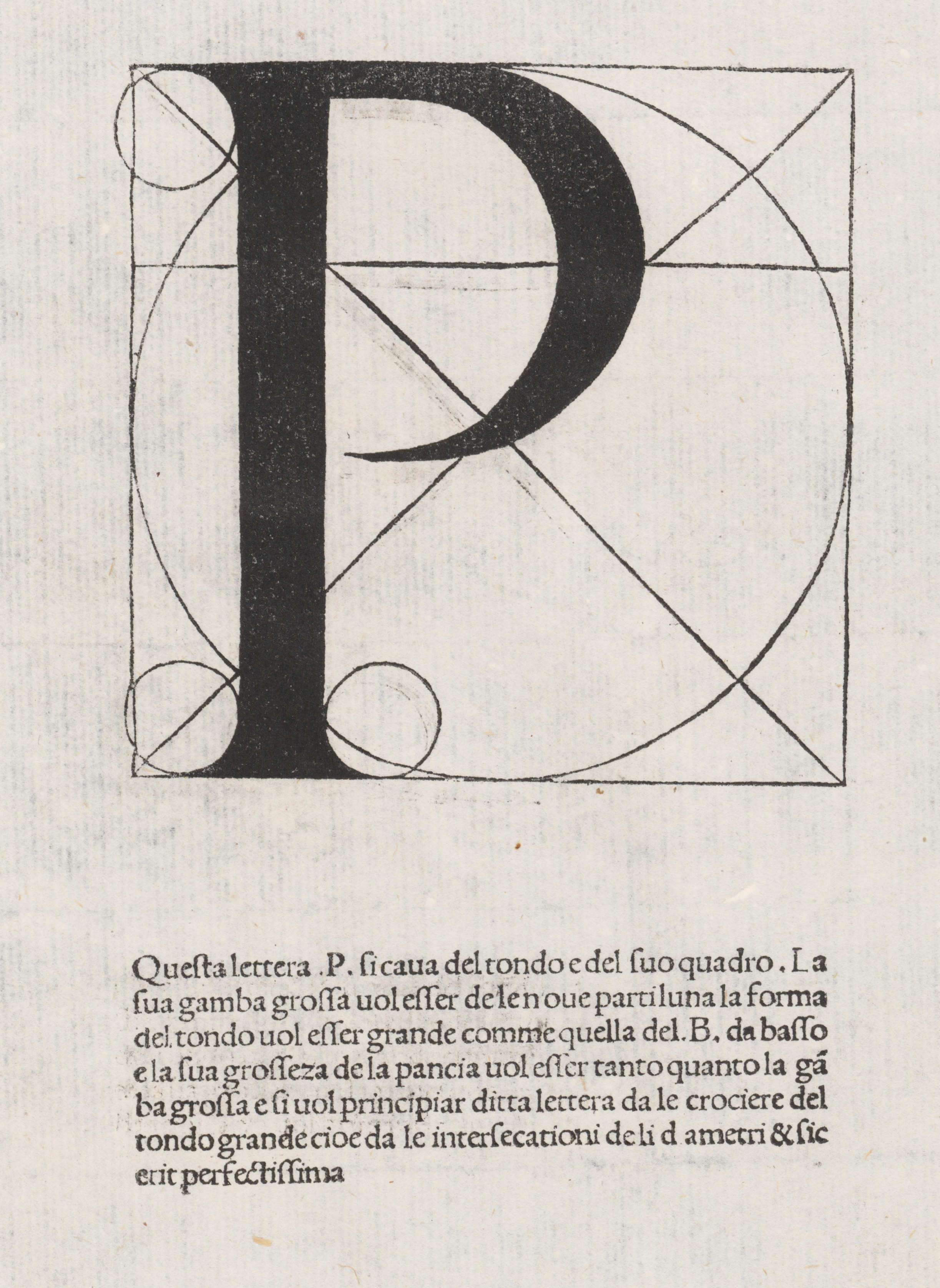
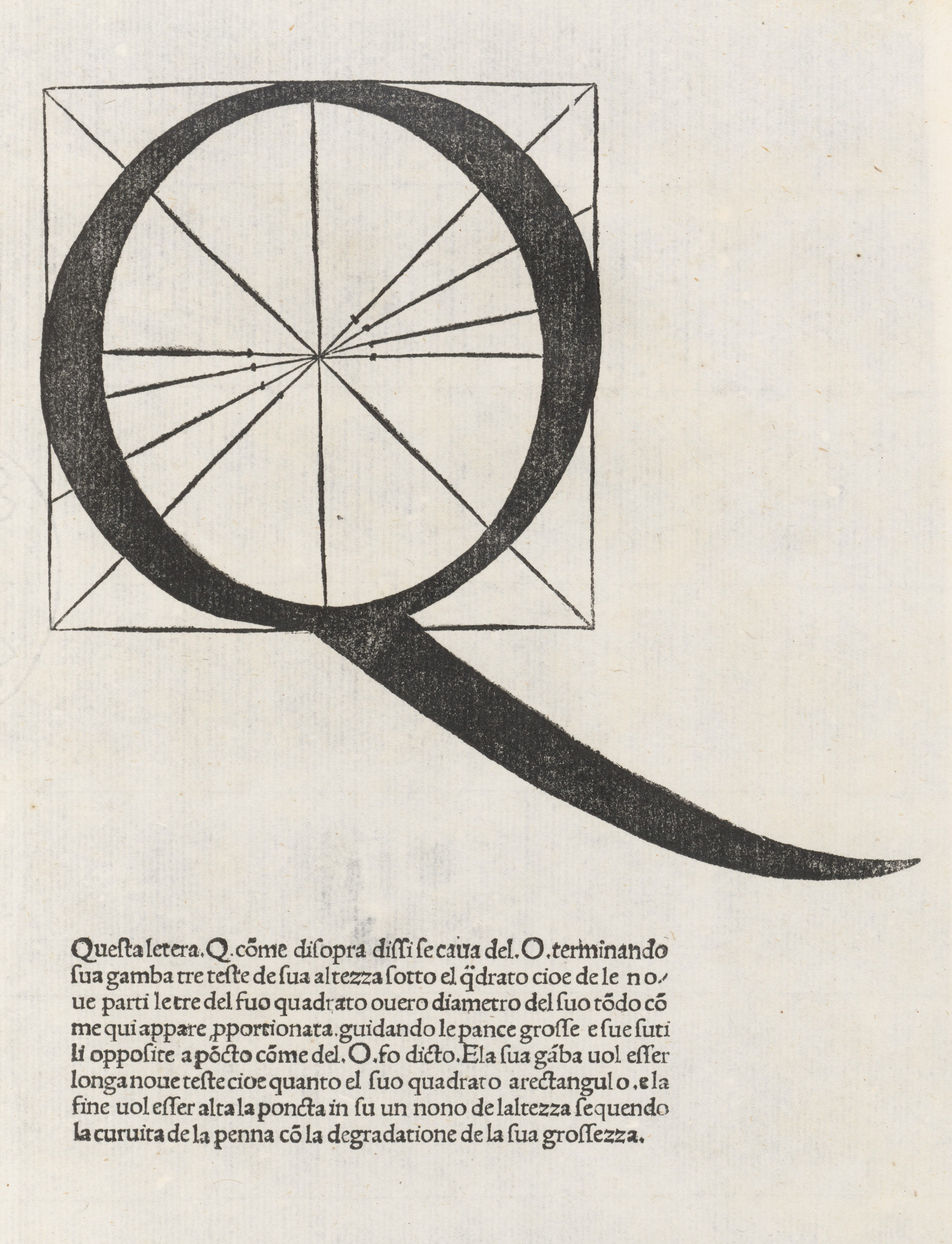
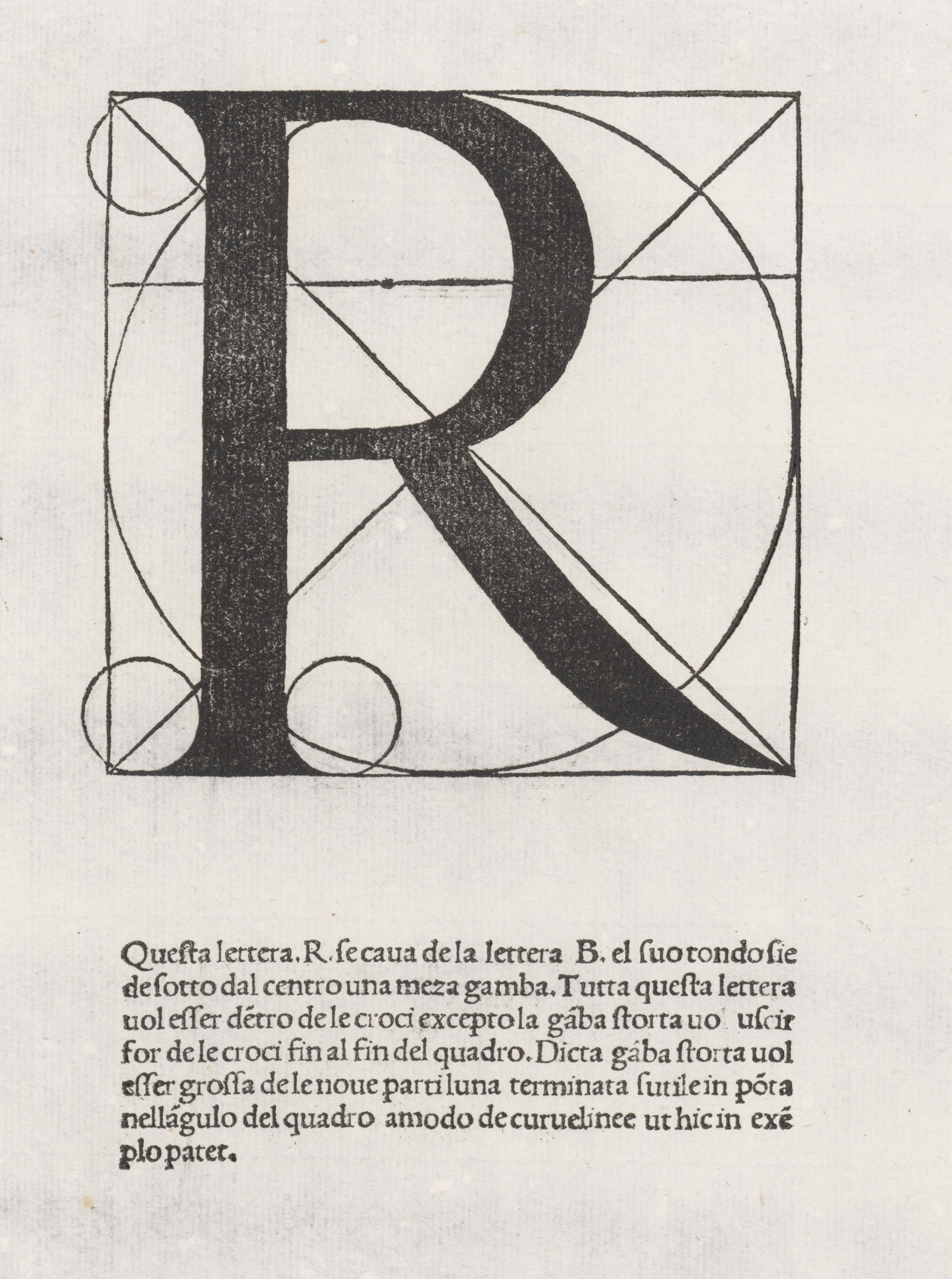
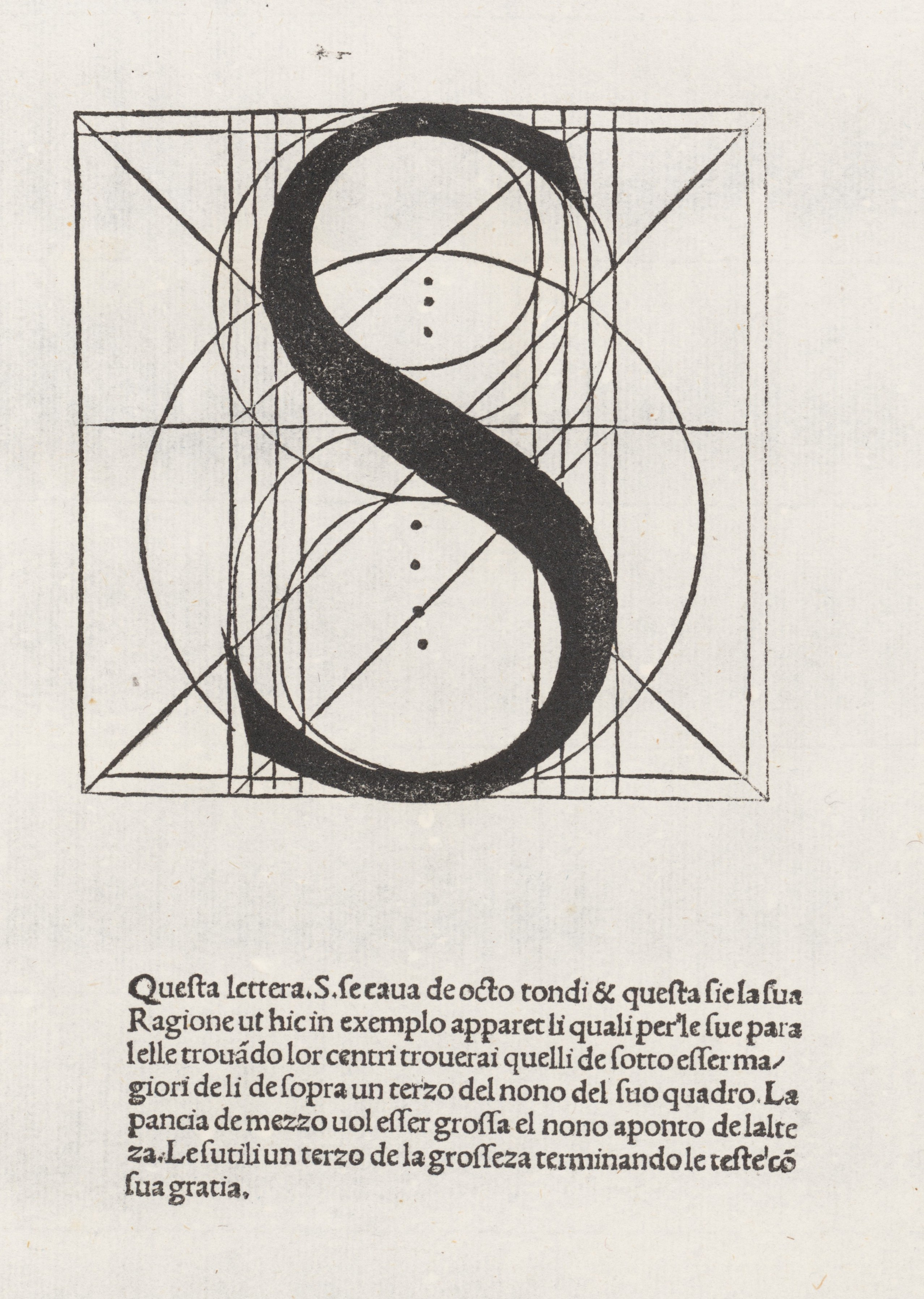
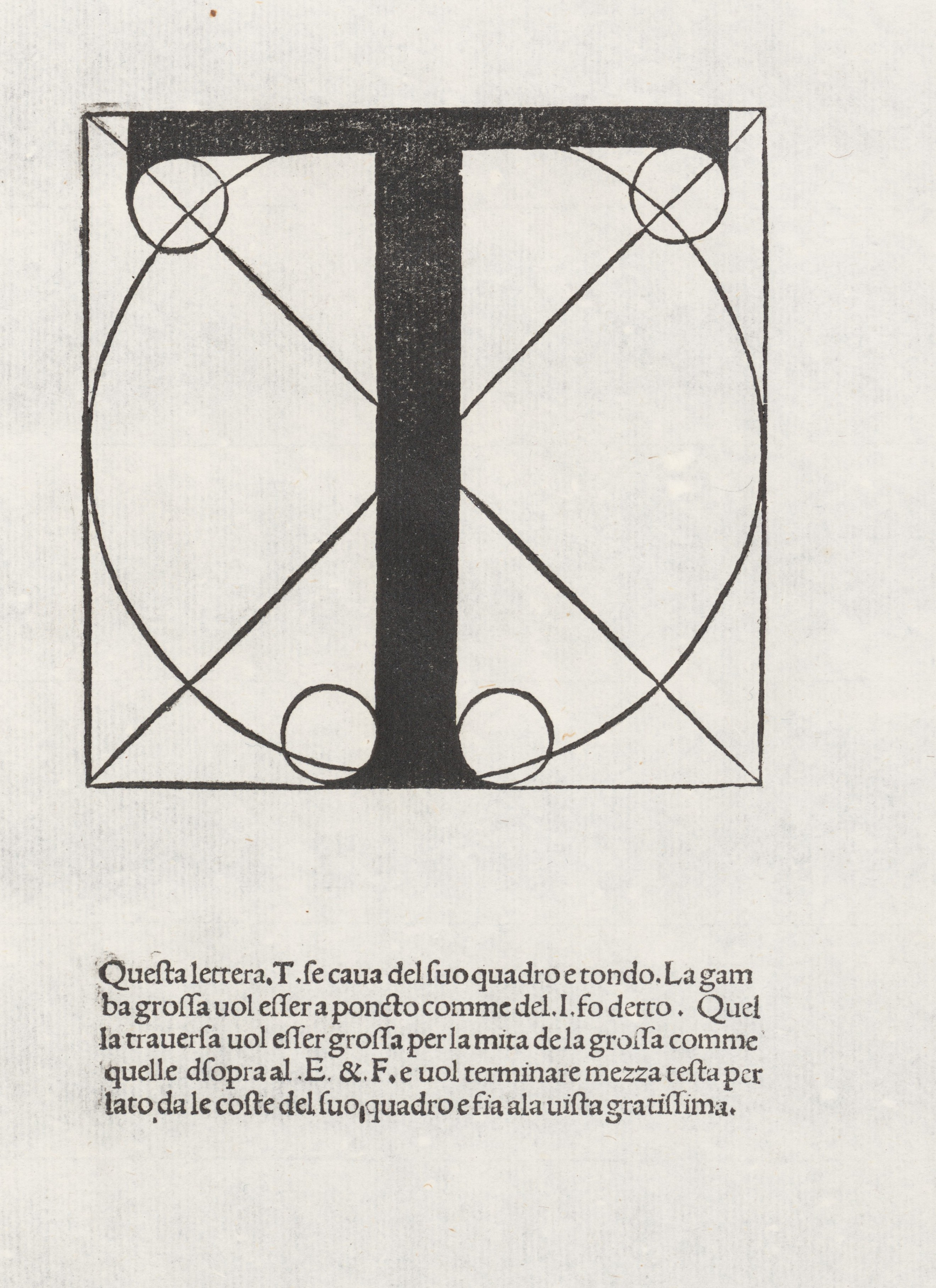
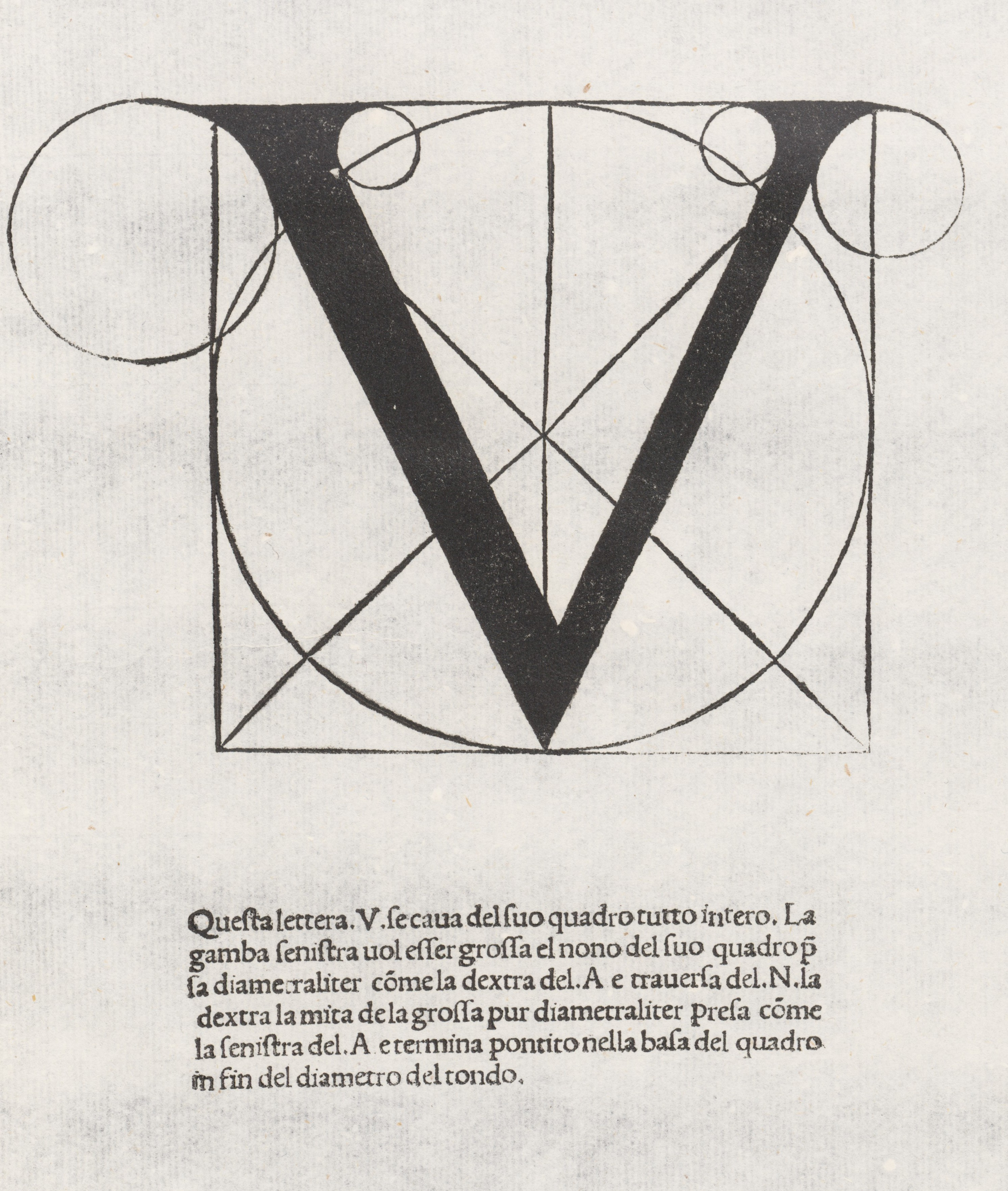
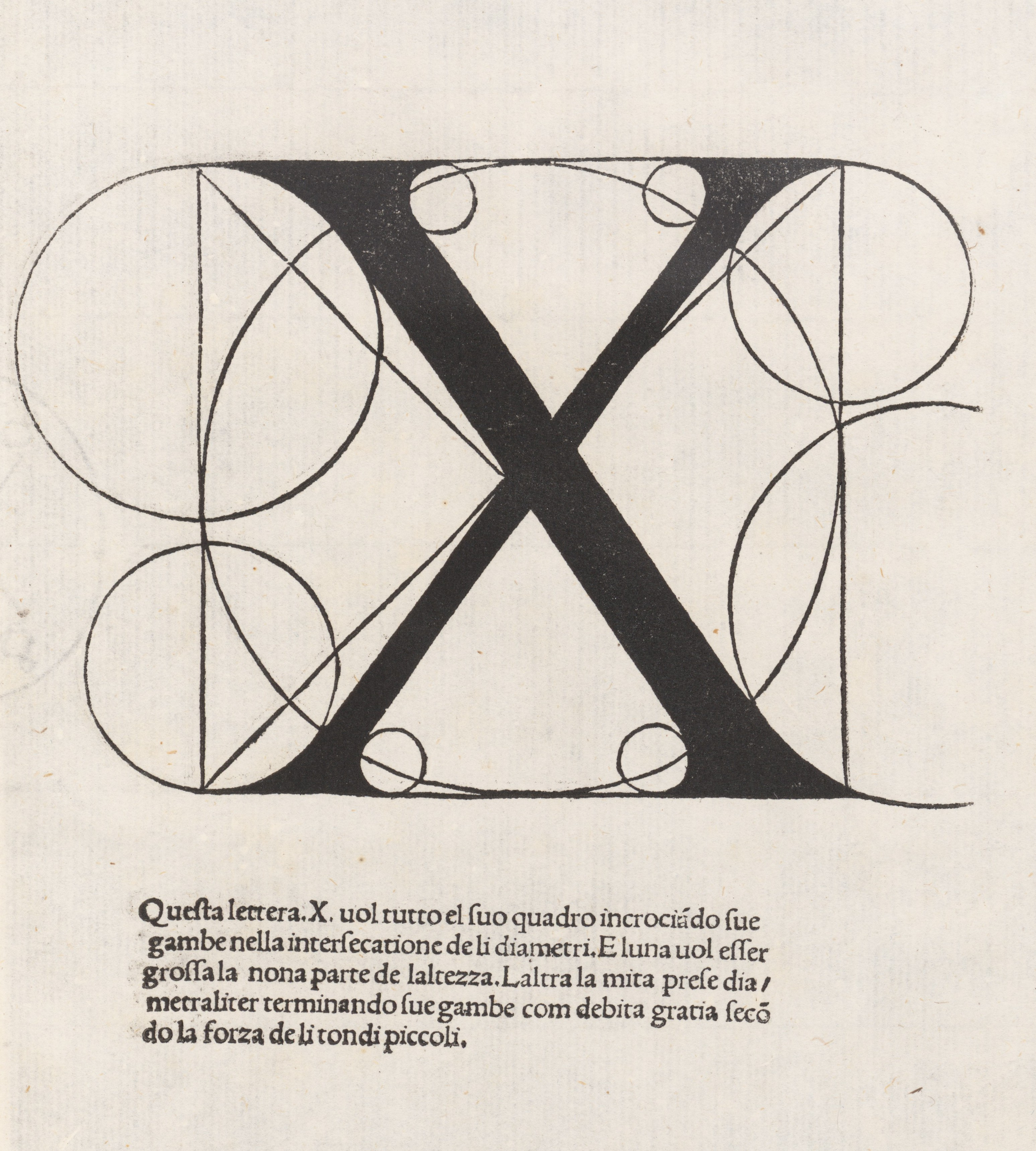
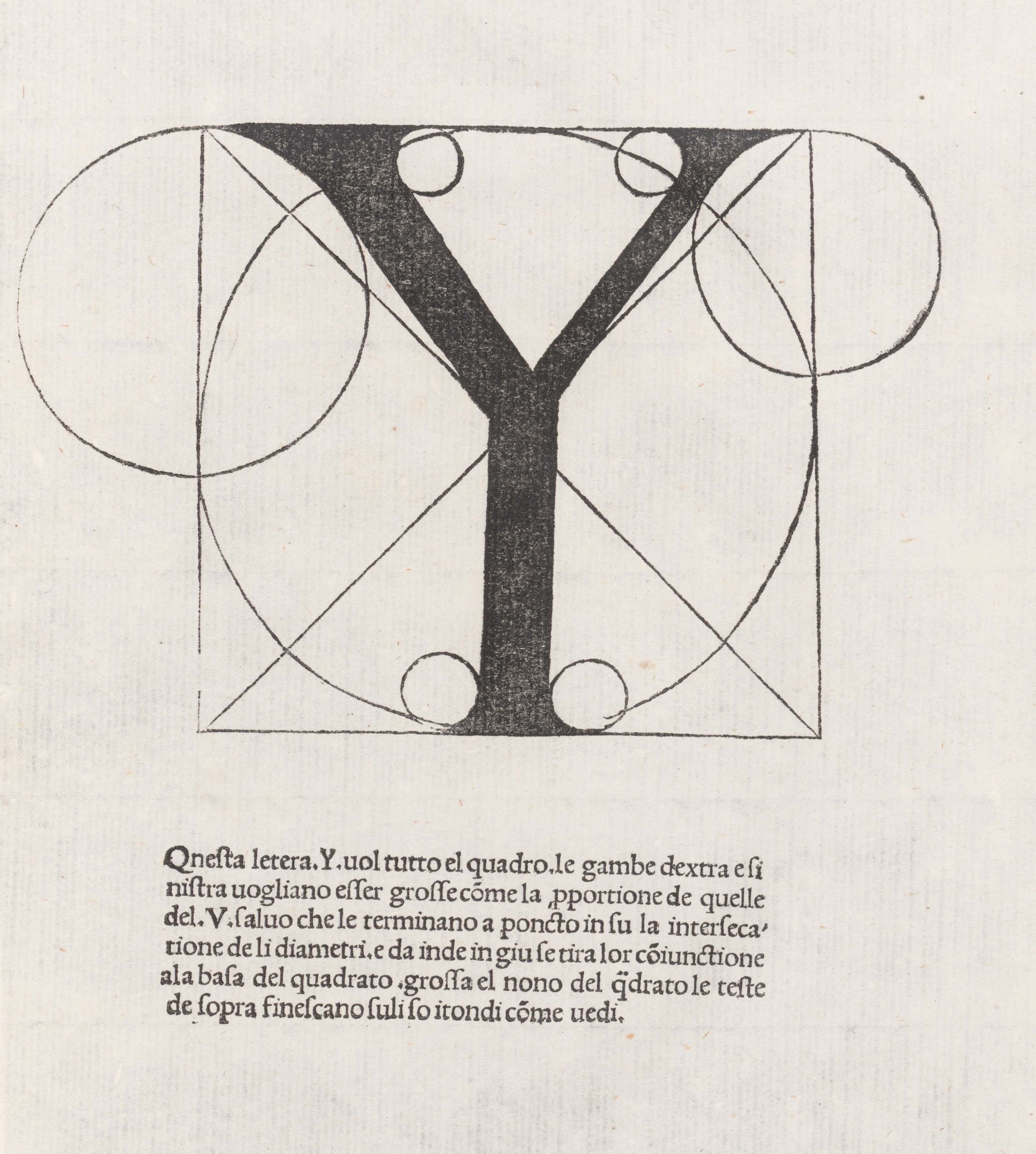